# 401 av. J.-C.
Cette page concerne l'année 401 av. J.-C. du calendrier julien proleptique.

## Événements
- Mars : 
  - Œdipe à Colone, tragédie de Sophocle, est représentée de manière posthume aux Grandes Dionysies[1].
  - Éleusis est réintégrée à l’État athénien[2]. Les Trente qui s'y étaient réfugiés, soupçonnés de préparer un mauvais coup en recrutant des mercenaires, sont massacrés[3].
- Printemps : Cyrus le Jeune lève le siège de Milet, seule ville de l'Ionie restée fidèle à Tissapherne, avant de partir en expédition contre son frère Artaxerxès II[4].
- 3 septembre : bataille de Counaxa[5].
  - Cyrus le Jeune, révolté contre son frère le roi Artaxerxès II, recrute des mercenaires grecs démobilisés à la fin de la guerre du Péloponnèse. Il obtient l’appui de Sparte qui lui envoie 800 hoplites conduits par Cheirisophos, et le navarque Samios fournit à l’armée de Cyrus un appui maritime jusqu’en Cilicie. Cyrus cache à ses troupes le but de son expédition et prétend qu’il veut simplement pacifier la Cilicie. Mais une fois sur l’Euphrate, Cyrus ne peut plus dissimuler qu’il mène l’armée contre Artaxerxès II. Les mercenaires grecs protestent, puis se laissent convaincre. La rencontre a lieu à Cunaxa, près de Babylone. Les mercenaires grecs ont vite l’avantage, mais Cyrus est tué et ils se retrouvent isolés au sein de l’empire perse. Artaxerxès charge son général Tissapherne de reconduire les 13 600 mercenaires grecs. Tissapherne fait égorger leurs chefs (Cléarque) lors d'un banquet, mais ils refusent de se laisser désarmer, et désignent de nouveaux stratèges (dont Xénophon, qui rapportera le récit de la fameuse « retraite des Dix Mille », l’Anabase). Ils empruntent la seule route qui ne soit pas bloquée, par les montagnes du Kurdistan et de l’Arménie vers la mer Noire[4].
- 13 octobre du calendrier romain : entrée en office à Rome de tribuns militaires à pouvoir consulaire : Lucius Valerius Potitus, Marcus Furius Camillus, Manius Aemilius Mamercinus, Cnaeus Cornelius Cossus, Caeso Fabius Ambustus et Lucius Julius Julus. Potitus échoue à reprendre Anxur ; les chefs militaires, Lucius Verginius et Manius Sergius sont jugés et condamnés à une amende pour leur responsabilité dans la défaite de l'année précédente à Véies ; une colonie est installée à Velitrae[6].

- Début du règne de Zhou Anwang, roi des Zhou Orientaux en Chine (fin en 376 av. J.-C.)[7].
- Les Spartiates chassent les Messéniens de Naupacte et de Céphalonie. Ils se réfugient en Sicile, notamment à Tyndaris, et en Cyrénaïque[8].

## Décès en 401 av. J.-C.
- 3 septembre : Cyrus le Jeune.